# دومينغو غارسيا
دومينغو غارسيا بيرسون (بالإسبانية: Domingo García Heredia)‏ (1904 – تاريخ الوفاة غير معلوم) لاعب كرة قدم بيروفي راحل كان يجيد اللعب في خط الوسط .
لعب طوال مسيرته الرياضية في نادي أليانزا ليما . شارك مع منتخب بيرو في بطولة كأس العالم 1930 في الأوروغواي كما شارك في بطولة أمريكا الجنوبية 1935 .

## وصلات خارجية
- دومينغو غارسيا على موقع الاتحاد الدولي (مؤرشف)  (الإنجليزية)
- دومينغو غارسيا على موقع قاعدة بيانات كرة القدم.إي يو (الإنجليزية)
- دومينغو غارسيا على موقع ناشيونال فوتبول تيمز (الإنجليزية)
- دومينغو غارسيا على موقع Soccerway.com (الإنجليزية)
- دومينغو غارسيا على موقع عالم كرة القدم.نت (الإنجليزية)

- هذا السيرة الذاتية